# Frederick Montague
Frederick Montague, 1er baron Amwell, (8 octobre 1876 – 15 octobre 1966) est un homme politique britannique du Parti travailliste.

## Biographie
Il est le fils de John Montague et de Mary Ann Manderson. Sa naissance est enregistrée à Holborn, Middlesex au quatrième trimestre de 1876. Il travaille comme vendeur de journaux et comme commercial, puis devient rédacteur et agent politique. Il sert pendant la Première Guerre mondiale, atteignant le grade de lieutenant dans le 1er bataillon du Northamptonshire Regiment. Après la guerre, il est échevin du conseil d'Islington entre 1919 et 1925. En 1923, Amwell est élu à la Chambre des communes comme député d'Islington West, siège qu'il occupe jusqu'en 1931 et de nouveau de 1935 à 1947, et sert sous Ramsay MacDonald comme Sous-secrétaire d'État de l'air de 1927 à 1931. Il n'entre pas dans le gouvernement national mais occupe des fonctions dans le Cabinet de guerre de Churchill en tant que secrétaire parlementaire du ministère des Transports de 1940 à 1941 et du ministère de la Production aéronautique de 1941 à 1942. Il est nommé CBE en 1946 et en 1947, il est élevé à la pairie sous le nom de baron Amwell, d'Islington dans le comté de Londres.
Lord Amwell épouse Constance Mary, fille de James Craig, en 1911. Ils ont un fils et deux filles. Lady Amwell est décédée en 1964. Amwell lui survit deux ans et est décédé en octobre 1966, à l'âge de 90 ans. Son fils unique Frederick lui succède dans la baronnie.
Montague est un magicien passionné et est vice-président du Magicians' Club de Londres. Il a écrit Westminster Wizardry, un livre sur les tours de magie.